# ابن شاکر
محمد ابن شاکر (۱۲۸۷م-۱۳۶۳م) تاریخ‌نگار و کاتب عرب بود. در بازرگانی کتاب دستی داشت، از این رو به کُتبی نیز شهرت یافت.

## آثار
- عیون التواریخ: مجموعه زندگی‌نامهٔ رده‌بندی شده برپایهٔ تاریخ
- روضة الأزهار فی حدیقة الأشعار
- فوات الوفیات والذیل علیها: این اثر او، مجموعه زندگی‌نامهٔ افرادی است که ابن خلکان در وفیات الأعیان، آنان را ذکر نکرده است.